# 서석준
서석준(徐錫俊, 1938년 9월 24일 ~ 1983년 10월 9일)은 대한민국의 관료·행정인이다. 1962년 3월 경제기획원 사무관이 되고 1980년 경제기획원 차관, 상공부장관 등을 역임했으며 1983년 아웅산 묘소 폭탄테러 사건으로 사망했다.

## 생애
경상북도 성주군 출생으로 성주고등학교 2학년 재학 중 검정고시를 거쳐 서울대학교 외교학과에 입학해 1960년에 졸업하였다. 1964년부터 2년간 AID장학금을 받아 미국 밴더빌트 대학교 대학원 경제학과에서 수학하였다. 대학을 졸업하기 전해인 1959년 고등고시 행정과에 합격하고, 1962년 3월 경제기획원 사무관을 시작으로 경제관료로서의 길을 걷게 된다. 
주로 경제기획원에 근무하면서 1967년 물가정책과장, 1969년 물가정책국장, 1973년 경제기획국장, 1974년 차관보, 1977년 차관(1980년에 다시 차관)을 역임하는 등 중요한 직위를 두루 거쳤다. 그러면서 물가정책의 전기를 마련하였다. 종래의 개별품목을 대상으로 가격을 안정시키는 물가정책에서 과감하게 탈피하여, 종합적인 물가수급대책으로 물가안정을 꾀하는 합리적인 물가정책을 도입하였다. 이 밖에도 1973년 중화학공업추진위원회 기획단부단장, 청와대 경제제1수석비서관, 1979년 12월 국무총리실 행정조정실장, 1980년 5월 경제기획원 차관을 거쳐 1980년 ∼ 1982년 상공부장관, 1982년 한국개발연구원 자문위원을 역임하였다. 상공부장관으로 재직하던 시절에는 중화학공업 투자조정을 마무리하고, 수출 200억달러의 실적을 올리기도 하였다. 
1983년 잠시 미국 하와이 대학교 동서문화센터에 가 있다가 부총리 겸 경제기획원장관에 발탁되어 45세의 나이로 최연소 부총리가 됐다. 취임한 지 3개월 만인 1983년 10월, 당시의 전두환 대통령을 수행하여 17박 18일간의 서남아시아·태평양 6개국 순방길에 나섰다가 10월 9일 미얀마의 수도 양곤시내 아웅산묘소에서 북한의 공작원이 장치한 폭탄이 폭발하여 순국하였다. 
홍조근정훈장(紅條勤政勳章), 자유중국 일등경성훈장(一等景星勳章), 벨기에 대십자훈장(大十字勳章), 룩셈부르크 대십자훈장을 받았다.

## 학력
- 성주초등학교 졸업
- 성주중학교 졸업
- 성주농업고등학교 중퇴
- 검정고시 합격
- 서울대학교 외교학 학사
- 밴더빌트 대학교 대학원 경제학 수료

## 경력
- 제12회 고등고시 행정과 합격
- 경제기획원 물가정책국장
- 경제기획원 경제기획국장
- 경제기획원 차관보
- 경제기획원 차관
- 행정조정실장
- 중화학공업추진단 부단장
- 상공부 장관
- 부총리 겸 경제기획원 장관

## 가족 관계
- 부인 : 유수경(兪水敬, 국민대학교 복식학과 교수)
- 딸 : 서이영 (1968년 ~ 1995년 6월) - 삼풍백화점 붕괴로 사망.

| 전임 우용해 | 제9대 경제기획원 기획차관보 1975년 1월 ~ 1977년 12월 23일 | 후임 강경식 |

| 전임 장덕진 | 제9대 경제기획원 차관 1977년 12월 23일 ~ 1979년 1월 10일 | 후임 정재석 |

| 전임 최창락 | 제4대 행정조정실장 1979년 12월 15일 ~ 1980년 5월 29일 | 후임 이선기 |

| 전임 이선기 | 제12대 경제기획원 차관 1980년 5월 29일 ~ 1980년 9월 2일 | 후임 최창락 |

| 전임 신병현 | 제29대 상공부 장관 1980년 9월 2일 ~ 1982년 5월 21일 | 후임 김동휘 |

| 전임 김준성 | 제18대 부총리 겸 경제기획원 장관 1983년 7월 7일 ~ 1983년 10월 9일 | 후임 신병현 |